# Torre del Rellotge
Torre del Rellotge, původně Torre de la Llanterna, je věž s hodinami v barcelonském přístavu, konkrétně ve čtvrti Barceloneta.
Původně to byl maják a sídlo pasové kontroly a velení přístavu, postavené v roce 1772 podle plánů na rozšíření přístavu inženýra Jorga Próspero de Verbooma. Roku 1904 by maják přebudován na hodinovou věž, jeho funkci přebral nově budovaný maják na kopci Montjuïc. Stavba je v neoklasicistním stylu a na vrcholu nad hodinami má hromosvod. Měří kolem 40 metrů.
Zajímavostí je, že sloužil jako jeden z triangulačních bodů při přeměřování tzv. pařížského poledníku v letech 1798-1799. Maják totiž leží přímo na poledníku. Jak uvádí více zdrojů, v místě, kde je postaven, by existovala pomyslná křižovatka mezi barcelonskými dopravními tepnami Avinguda del Paral·lel a Avinguda Meridiana. Maják je španělskou kulturní památkou lokálního významu. Pro veřejnost je uzavřen, ačkoliv existují plány na zpřístupnění celé doposud uzavřené zóny.